# Lundby, Å

Lundby säteri, är en herrgård i Norrköpings kommun (Å socken), Östergötlands län.

## Historia
Lundby säteri i Å socken, Björkekinds härad, som såsom säteri nämns det 1636, då det med underlydande 41⁄2 mantal tillhörde Wold. Stackelberg och 1683 då det som 2 hemman allodialfrälse och endas lite bebyggt tillhörde överstelöjtnanten Otto Johan von Poll till Idingstad (död 1710). Ägdes 1687 av lagmannen Anders Wästfelt (död 1705), vidare av sonen, överstelöjtnanten Gustaf Wästfelt (död 1752) samt därefter av hans änka Katarina Elisabeth Wangel och barn. Tillhörde 1783 fru Breding 1803 och 1825 advokatfiskalen och kronobefallningsmannen Anders Hertzman, 1850 löjtnanten, greve Magnus Gabriel De la Gardie (död 1851), 1853 inspektören P. G. Ringström och 1872 Karl Mattsson.

## Ägorna
Egendomen bestod 1875 av Lundby 2 mantal frälsesäteri med Harsby 2 1⁄4 mantal skatte och 1 1⁄4 frälse. Jordmånen bestod av lerjord och svartmylla.